# Балансувальний добір
Балансува́льний до́бі́р — форма добору, в результаті дії якого підтримується, підвищується або регулюється генетична мінливість без виникнення нових морфофізіологічних  адаптацій і нових  життєвих форм. Балансуючий відбір розширює адаптивні можливості  популяцій в умовах коливних характеристик середовища. Балансуючим відбором створювалися, наприклад, дві форми сонечок — червона (краще переносить зимівлю і переважає взимку) і чорна (інтенсивніше розмножується влітку і тому переважає восени). Балансуючий добір можна розглядати як початковий етап  дизруптивного добору. Термін запропонований Теодосієм Добжанським.
Поява і розвиток нових адаптацій відбувається за допомогою природного добору. Однак сам добір здатний лише елімінувати непотрібні варіанти, а формування нових ознак відбувається за рахунок освоєння організмами специфічної  екологічної ніші і  пристосування до нових умов проживання. В даний час відсутні надійні дані, що свідчать про появу нових видів у результаті природного добору[джерело?]. Для того щоб довести існування природного добору в природі, необхідно проводити паралельне вивчення дії добору та  біоценотичних відносин організмів. Порівняльний аналіз механізмів природного добору і закономірностей зміни структури екологічної ніші організмів дозволить з'ясувати питання про роль відбору не тільки в підвищенні поліморфізму популяції, а й у формуванні нових видів.